# مسجد هندا كسبا شاهي
مسجد هندا قصبة شاهي (بالبنغالية: হিন্দা-কসবা শাহী জামে মসজিদ, بالإنجليزية : Hinda qasaba Shahi Mosque ) هو مسجد يقع في منطقة أوبازيلا خيتالا التي تقع تحت منطقة جوربوعات في بنغلاديش .